# Roma Volley
El Roma Volley fue un equipo de voleibol italiano de la ciudad de Roma.

## Historia
Fundado en 1997 adquiere los derechos deportivos del Pallavolo Parma y participa en la serie A1 desde principio. Tras unas temporadas de medio nivel en 1999-00 acuden al equipo, que ya contaba con estrellas como Marco Bracci, Francesco Sottocorona, Paolo Tofoli y Vladimir Grbic, los cubanos Osvaldo y Ihosvany Hernandez y sobre todo Andrea Gardini. El equipo gana el  Campeonato derrotando por 3-0 en la serie de la final playoff el Pallavolo Modena y la Challenge Cup vencendo nuevamente al equipo modenes por 3-2 en la final disputada en Florencia.
En la temporada siguiente pierde la final de la Supercopa italiana por 3-0 ante el Sisley Treviso y acaba en cuartolugar la Supercopa de Europa. Sin embargo en la temporada 2001-02 acaba en último lugar la temporada regular y ascende a la Segunda División, que no disputa en cuanto tras una profunda crisis económica el equipo desaparece después de sólo seis años de vida.

## Palmarés
- Campeonato de Italia (1):

1999/2000
- Supercopa de Italia:

2°lugar (1): 2000
- Challenge Cup (1):

1999/2000
- Champions League

3° lugar (1):  2000-01